# 郭馬之亂
郭馬之亂又被稱為廣州之亂，是三國時期孫吳滅亡前由廣州軍吏郭馬發起的一次民變，波及吳國廣州多地（今廣東大部、廣西東部），吳主孫皓曾調遣17000人的軍隊南下平亂。但不久後，吳國便遭晉國大舉進伐而滅亡。郭馬之亂的結果也不得而知。

## 事件背景
吳永安六年（263年），交阯郡吏呂興殺郡守孫諝起義，得到九真、日南兩郡的響應，並遣使表示願意接受曹魏（次年為晉所代）的管轄。
此後，孫晧曾於寶鼎三年（268年）、建衡元年（269年）兩次派兵南下平叛，至建衡三年（271年）才重新收復三郡。前部督脩則平叛的戰鬥中戰死，其子脩允被任命合浦太守。

## 事件經過
天紀三年（279年）夏，修允被調任為桂林太守，但因病留在廣州，派部下郭马先率兵五百到桂林郡安抚当地少数民族。不久後，脩允病死於廣州，手下士兵按規制應分別調往合浦、桂林二郡，郭馬等人所率都是幾代從軍的戰友，不願分開，孫皓此時又派人在廣州普查人口，郭馬與部下何典、王族、吳述、殷興借此散佈謠言，煽動士兵百姓，糾集部眾進攻廣州，殺廣州督虞授。王蕃弟王著、王延因不为郭马所用，亦被害。郭馬自稱安南將軍，都督交、廣二州軍事；殷興稱廣州刺史；吳述稱南海太守。隨後由何典率軍進攻蒼梧，王族進攻始興。
孫皓任命執金吾滕脩為鎮南將軍，假節，領廣州牧，帶兵一萬從東路進兵討伐郭馬、殷興、王族等人，在始興被王族的軍隊所阻，難以前進。在這段時間裡，郭馬又殺死了南海太守劉略，驅逐廣州刺史徐旗。孫皓又派徐陵督陶濬率兵七千從西路進兵，命交州牧陶璜集結所屬部隊和合浦、郁林兩郡的兵馬，準備東西兩路合擊郭馬。
當年十一月，晉軍兵分六路，大舉伐吳。陶濬的軍隊此時剛行進到武昌，聽到消息後便停止進軍，之後撤回了建業，後試圖組織兵力抵抗晉軍，未能成功。滕脩得到消息後，也立即率大軍北還，但剛走到巴丘（今湖南省岳陽市），便聽到了吳國向晉國投降的消息。
此後，滕脩、陶璜先後向晉國投降，並被復命原職，繼續分別鎮守廣州、交州。郭馬的結局在史書中未予交代。

## 事件影響
陸機在《辨亡論》中，将郭马之乱作为吴国灭亡的原因之一。